# アル・サダーカ・ワル・サラーム・スタジアム
アル・サダーカ・ワル・サラーム・スタジアム（アラビア語: ملعب الصداقة والسلام、英: Al-Sadaqua Walsalam Stadium）は、クウェートの首都・クウェート市にある多目的スタジアムである。

## 概要
サダーカ(Sadaqah,Sadaquaとも)はアラビア語で友情を、サラーム(Salam)はアラビア語で平和を意味するため、英語に翻訳してピース・アンド・フレンドシップ・スタジアムと表記されることも多い。スタジアムの名前は1989年、第一次湾岸戦争後にイスラミック・ピース・アンド・フレンドシップ・フェスティバルをクウェートで開催したことに由来する。主にサッカーの試合に用いられる。クウェート・プレミアリーグに所属するカーズマSCがホームスタジアムとして使用している他、サッカークウェート代表のホームスタジアムとしても利用される。また、国内カップであるクウェート・アミールカップやクウェート・クラウンプリンスカップの決勝戦の会場としても利用されている。
収容人数は21,500人。クウェート国内ではジャービル・アル＝アフマド国際スタジアム、サバーハ・アッ＝サーリム・スタジアムに次いで3番目に大きいスタジアムである。1990年、2003年にはガルフカップの会場として使用された。